# Orange høsommerfugl
Orange høsommerfugl (Colias crocea) er en sommerfugl i hvidvingefamilien. Arten er især udbredt i middelhavsområdet og østpå til Afghanistan. I Danmark optræder arten som en træksommerfugl, især i de sydlige egne.

## Udseende
Orange høsommerfugl ligner gul høsommerfugl, men den gule farve er mørkere og vingesømmen er bredere.
- Colias croceus croceus ♂
- Colias croceus croceus ♂ △
- Colias croceus f. helice ♀
- Colias croceus f. helice ♀  △

## Livscyklus
Kun én generation i løbet af sommeren (maj-september). Den foretrækker åbent græsland og findes kun her i landet som tilflyver eller eventuelt som en anden generation i sensommeren.

## Foderplanter
Larven lever på Kløver (Trifolium), Serradel (Ornithopus sativus), Lucerne (Medicago sativa) og Vikke (Vicia).